# U-2351
U-2351 – niemiecki okręt podwodny (U-Boot) przybrzeżnego typu XXIII z okresu II wojny światowej. Okręt wszedł do służby w 1944 roku.

## Historia
Położenie stępki nastąpiło 3 października 1944 roku w stoczni Deutsche Werft w Hamburgu; wodowanie 25 listopada 1944. Okręt wszedł do służby 30 grudnia 1944 roku.
U-2351 do zakończenia wojny nie osiągnął gotowości bojowej. Nie wykonał żadnego patrolu bojowego, w związku z tym nie zatopił żadnej jednostki przeciwnika.
Poddany 5 maja 1945 roku we Flensburgu (Niemcy), przebazowany do Lisahally (Irlandia Północna). Zatopiony 3 stycznia 1946 roku ogniem artyleryjskim niszczyciela HMS „Offa” podczas operacji Deadlight.